# NARG Entertainment
Az NARG Entertainment-et DJ Hell'oh alapította 1994-ben, mely azóta Magyarország legnagyobb és legismertebb hardcore és hard experimental elektronikus zenei partiszervező csapata lett. A kezdeti rajongótábora erős és összetartó gabber szcénává nőtte ki magát az évek folyamán. Az NARG Entertainment a saját szervezésein túl számos hazai elektronikus zenei rendezvényen képviselte a hardcore-t, mint például Sziget Fesztivál, MAYDAY, stb.

## Jelenlegi tagok

### Hell'oh / Andreas Harsh
- Született: 1978
- Szerepköre: alapító, szervező, design
- Mióta DJ: 1994
- Játszott stílusai: mindenféle hard core, leginkább industrial dark uptempo, de látták már holland mainstyle-t és néha breakcore-t is játszani. Andreas Harsh néven pedig az igényesebb techno lemezeket szokta pörgetni.
- Fontosabb fellépései: Explosion '05, Hard@Tech, Hard Decade, MAYDAY comes to Budapest, MAYDAY Future downloaded, Loveparade (Ausztria), Hyperspace, Sziget Fesztivál, Queensday (Hollandia), Electronic Empire (Ausztria), Hellrave, Hardcore Giants (Ausztria), Hardcore Asylum (Hollandia).

### XT Noise / Cypher Unknown
- Született: 1983
- Szerepköre: szervező
- Mióta DJ: 2000
- Játszott stílusai: darkcore, uptempo, speedcore
- Fontosabb fellépései: Hard Decade, MAYDAY comes to Budapest, MAYDAY Future downloaded, Hellrave, Hardcore Explosion, Explosion '05, Explosion '06, Brainpop, Ultra Infestation, Ravemania X, Sensor Base.

### Mercenary
- Született: 1980
- Szerepköre: webfejlesztő, design, szervező
- Mióta DJ: 2004
- Játszott stílusai: darkcore, industrial, mainstyle
- Fontosabb fellépései: Hardcore Explosion, Explosion '05, Explosion '06, Madness (Ausztria), CoreFloor (Ausztria), Combichrist @ A38, Ultra Infestation, Sensor Base.

## Rendezvények

### 2009

#### Explosion - Summer Edition
- Dátum: 2009. július 18.
- Helyszín: Diesel Club
- Fellépők: D-Tail (Hollandia), Mortis (Hollandia), Exaliator (Hollandia), Mr.Madness (Szlovénia), Hell'oh, XT Noise, Mercenary, Hammond, Killswitch, Nilux, Terror, Deeroy, Vanda, Neckrow, Mystification, DTR vs Human, Reza + C, Cypher Unknown, Failotron, Gabba Voodoo, Alkemizt

#### Hardcore Explosion
- Dátum: 2009. március 21.
- Helyszín: Diesel Club
- Fellépők: Angels of Darkness (Olaszország), Hellsystem (Olaszország), Nitrogenetics (Hollandia), Antichristus (Belgium), Rob2Speed (Szlovákia), BPM Junkie (Ausztria), XT Noise, Mercenary, Cornell, Hertzz, Outragers, Mystification, Unabomber, Volko, Migu, Savage, Cypher Unknown

### 2008

#### Hardcore Explosion
- Dátum: 2008. november 29.
- Helyszín: Diesel Club
- Fellépők: Ophidian (Hollandia), Darkvizion (Hollandia), D-Tail (Hollandia), Mortis (Hollandia), X-Plosion (Hollandia), Nimus (Hollandia), Quin-T (Hollandia), XT Noise, Mercenary, Numek, Xenophobe, Mystification, Volko, Migu, Reza, C, Boc, Dtr, HUman

Darkvizion a rendezvény előtti nap visszamondta a fellépést

### 2007

#### Hardcore Explosion
- Dátum: 2007. november 17.
- Helyszín: Kultiplex
- Fellépők: DJ D (Olaszország), Stormtrooper (Ausztria), D-Tail (Hollandia), Mortis (Hollandia), X-Plosion (Hollandia), BPM Junkie (Ausztria), Ryc (Ausztria), Noizemaker (Ausztria), XT Noise, Mercenary, Adrenalin K, Migu, Samulkow, Dashcraft, HCHead

Két osztrák fellépő nem tudott eljönni, helyettük Rob2Speed (Szlovákia), AndyGTP (Szlovákia) és Basstard (Ausztria) lépett fel.
- Dátum: 2007. március 3.
- Helyszín: Sonic Blue Hell
- Fellépők: D-Tail (Hollandia), Ryc (Ausztria), Miss Shina (Ausztria), Braindeath (Ausztria), XT Noise, Mercenary, MidLow, ErKá, Tshwest, Dashcraft, Adrenalin K, Neckrow, Alkemizt, Vanda, Celsius, Adam Bass

### 2006

#### Gabber.hu Offline
- Dátum: 2006. december 30.
- Helyszín: Sonic Blue Hell
- Fellépők: Gabriel Miller, Rufy, XT Noise, Skyscraper, Tshwest, Mercenary, Vanda, HCHead, Visual Angel, SCSI, Kisbudai, T-Virus, Adrenalin K, Thalium, Dashcraft, Neckrow, Joey, Folli

#### Explosion Festival 2006 - 12 years of NARG
- Dátum: 2006. november 18.
- Helyszín: Sonic Blue Hell & Red Hole
- Fellépők: D-Tail (Hollandia), Hardmaniacs (Hollandia), Naz-T (Ausztria), Rob2Speed (Szlovákia), BPM Junkie (Ausztria), Skyscraper, XT Noise, Mercenary, HCHead, Vanda, Mesterházy + Isu, Xenophobe, Migu, Reza, Dashcraft, Neckrow, Celsius, Sinko + Wamzer, Dork, Denoiser + Gregor X, Chrom, Trezor, Damage, NINth

A holland Hardmaniacs nevű formáció családi okokra hivatkozva visszamondta a fellépést, őket Mortis (Hollandia) helyettesítette. Damage betegség miatt nem tudott jelen lenni, helyette Rufy lépett fel.

#### Hardcore Explosion
- Dátum: 2006. február 18.
- Helyszín: Sonic Blue Hell
- Fellépők: The Rapist (Hollandia), Judg'Ann (Svájc), BPM Junkie (Ausztria), Ryc (Ausztria), Hell'oh, XT Noise, Mercenary, Skyscraper, HCHead, Gregor X, Denoiser, Reza + C, Migu, Mesterházy, Dashcraft, Thalium, Vanda

### 2005

#### Gabber.hu Offline
- Dátum: 2005. december 29.
- Helyszín: Sonic Red Hole
- Fellépők: Gabriel Miller, Denoiser, Gregor X, HCHead, Skyscraper, Mercenary, Dashcraft, Hell'oh, XT Noise, Vanda

#### Explosion Festival 2005
- Dátum: 2005. július 9.
- Helyszín: Sonic Blue Hell & Red Hole
- Fellépők: Lenny Dee (Amerikai Egyesült Államok), Ryc (Ausztria), Noizekiller (Ausztria), Codec (Ausztria), Letz Fetz (Ausztria), Ultrashall (Ausztria), Robby B. (Ausztria), Mathy Speed (Ausztria), Hell'oh, XT Noise, Tshwest, Mercenary, Skyscraper, Joey, Thalium, Dashcraft, Reza + C, Neckrow, Migu, Kozy, Samulkow, Andreas Harsh, Nilux, Killswitch, Reakthor, Wamzer, Deeroy, Carco, Nozoke, Isu, Tégla, Sinko, Kalt, P.Z.B., Gabriel Lehr

### 2004

#### Gabber Kingdom Offline
- Dátum: 2004. december 27.
- Helyszín: Sonic Red Hole
- Fellépők: Hell'oh, XT Noise, Tshwest, Thalium, Judg'Ann (Svájc), Skyscraper, Feecy

#### Hard Decade - 10 years of NARG
- Dátum: 2004. november 11.
- Helyszín: Sonic Blue Hell & Red Hole
- Fellépők: Hell'oh, XT Noise, Tshwest, Naz-T (Ausztria), Maxx Hardcore (Ausztria), Warhead (Ausztria), Skyscraper, Feecy, Ryc (Ausztria), Letz Fetz (Ausztria), Enok, BlasterNOX, Folli, Dashcraft, Thalium, Joey, Midlow, Erká, PZB, Isu, Tégla, Migu, Eleven, Tompo, Lia, Reza, C, Qlr, Kozy, Samulkow, Mesterházy, Andreas Harsh, Dork, Grega, Mono-Tone, Scarface, Sinko, Kalt, Wamzer, Reakthor, Nilux, Killswitch, DeeRoy, Renton Milla